# SN 2005nb
SN 2005nb – supernowa typu Ic odkryta 17 grudnia 2005 roku w galaktyce UGC 7230. W momencie odkrycia miała maksymalną jasność 17,20m.